# Midnight
Midnight – pierwszy singel z albumu Street Child meksykańskiej wokalistki Elan. Został wydany w Meksyku 13 maja 2003. Fani Elan spowodowali awarię trzech państwowych serwerów w Meksyku przez wysyłanie próśb o przysłanie im tejże piosenki. 1 Jak dotąd jest to najbardziej rozpoznawalna piosenka Elan.

## Lista piosenek (singel CD)
1. Midnight (4:32)
2. Midnight (Acoustic Re-Mix Version) (4:21)